# Dirades multistrigaria
Dirades multistrigaria är en fjärilsart som beskrevs av Moore 1888. Dirades multistrigaria ingår i släktet Dirades och familjen Uraniidae. Inga underarter finns listade i Catalogue of Life.